# Dragon Dream

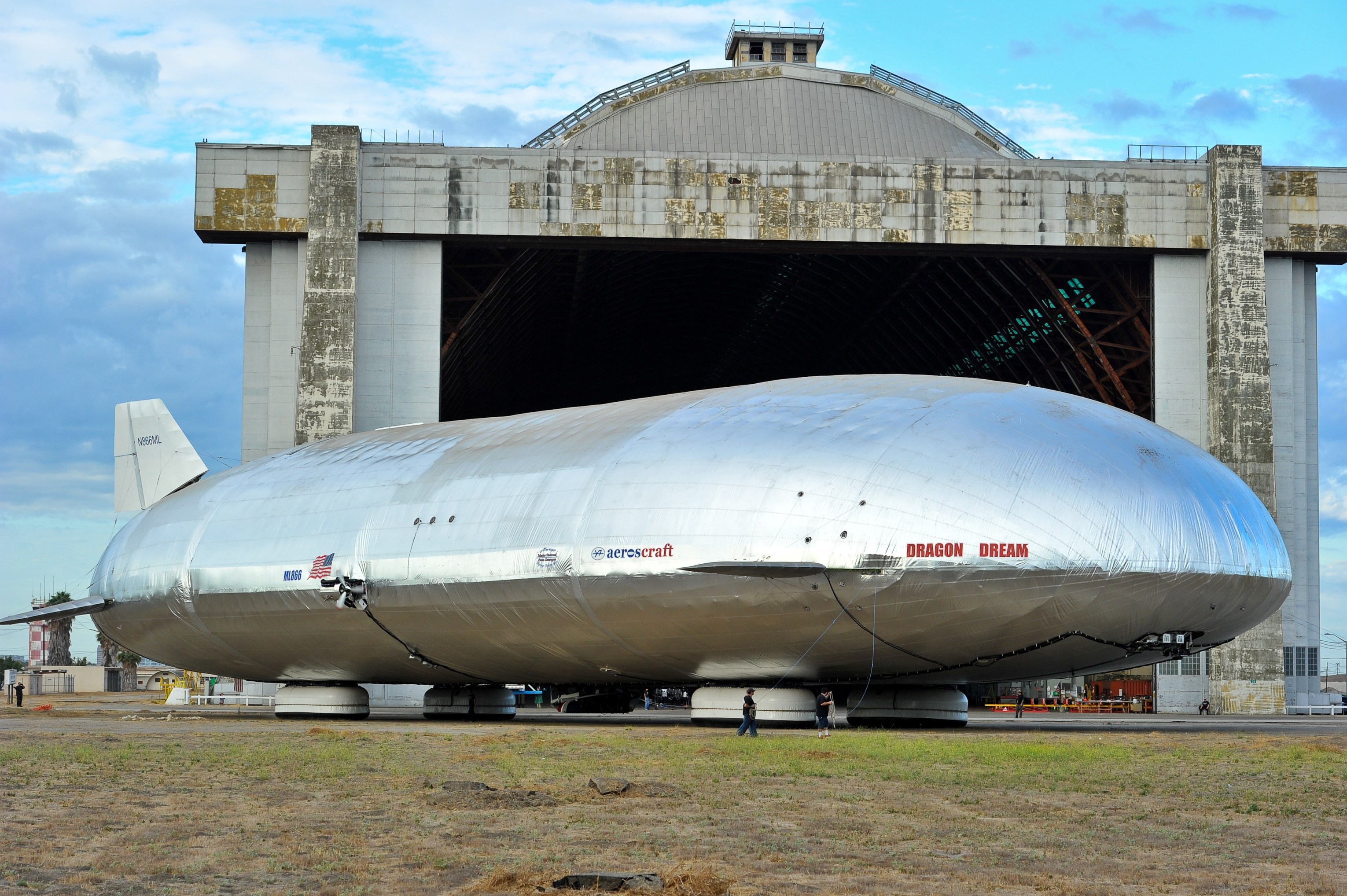
Dragon Dream ML866

El Dragon Dream es un dirigible experimental de carga (lighter than air - LTA - es decir más ligero que el aire) construido por Worldwide Aeros Corp como una prueba a media escala de un concepto de prototipo para un diseño que el fabricante denomina "Aeroscraft". El desarrollo y el diseño ha sido financiado por el gobierno de Estados Unidos a través del proyecto militar "Walrus HULA"  y luego los "proyectos Pelican".

## Diseño
El casco del Dragon Dream tiene una sección transversal elíptica aplanada. El gas de elevación usado es el helio.
El control de la flotabilidad se gestiona mediante el bombeo del helio de una bolsa de gas interna, para aumentar la flotabilidad o bien comprimiéndolo en una celda de almacenamiento para disminuirla (en el 2º caso la reducción en el volumen conduce a una pérdida de flotabilidad). El sistema puede variar flotabilidad de elevación de la aeronave en unas 3000-4000 libras El fabricante utiliza la frase "Control de Pesadez Estática " para esta tecnología.
Especificaciones;(datos de Aviation Week)
Características generales:
- Longitud: 266 pies (81 m)
- Volumen: 600 000 pies cúbicos (17.000 17,000 m³)
- Peso bruto: 36.000 libras (16.329 kg)

## Historia operacional
La aeronave se terminó en 2013 y, después de extensivas pruebas del sistema en el hangar donde se construyó, le fue concedido un certificado de aeronavegabilidad por parte de la Administración Federal de Aviación de Estados Unidos en septiembre de 2013, tras lo cual se llevaron a cabo algunos ensayos cautivos al aire libre . Poco después de estas pruebas quedó gravemente dañado cuando parte del techo del hangar se derrumbó